# カレイドスコープ EP
『カレイドスコープ EP』（英語: Kaleidoscope EP）は、イギリスのロックバンド、コールドプレイの13作目のEP。2017年7月14日に先行配信されたのち、8月4日にCDで発売された。
本作は、2015年に発売されたアルバム『ア・ヘッド・フル・オブ・ドリームズ』の兄弟盤という位置づけがなされている。

## 背景
バンドのフロントマンであるクリス・マーティンの誕生日である3月2日に本作の発売がアナウンスされた。本作はアルバム『ア・ヘッド・フル・オブ・ドリームズ』であり、プロデューサーとして過去のコールドプレイの作品にも携わった経験を持つリク・シンプソン、ダニエル・グリーン、ビル・ラコーが参加。
その後、リード・トラックとなる「ヒプノタイズド」やビッグ・ショーンとのコラボ曲「ミラクルズ (サムワン・スペシャル)」を含む5曲が収録されることと、4月19日に開催されたバンド初の東京ドームでのライブで全世界初披露となった新曲「オール・アイ・キャン・シンク・アバウト・イズ・ユー」とザ・チェインスモーカーズとのコラボ曲「サムシング・ジャスト・ライク・ディス」がライブ音源で収録されることが発表された。
第60回グラミー賞において本作が最優秀ポップ・ヴォーカル・アルバム、収録曲の「サムシング・ジャスト・ライク・ディス」が最優秀ポップ・デュオ／グループ・パフォーマンスにノミネートされた。

## 収録曲
| #         | タイトル                                                                                                  | 作詞・作曲                                                                                             | プロデューサー                                     | 時間  |
| --------- | --- | --- | -------------------------------------------------- | ----- |
| 1.        | 「オール・アイ・キャン・シンク・アバウト・イズ・ユー」(All I Can Think About Is You)                      | クリス・マーティン ガイ・ベリーマン ジョニー・バックランド ウィル・チャンピオン                        | リック・シンプソン                                 | 4:34  |
| 2.        | 「ミラクルズ (サムワン・スペシャル)」(Miracles (Someone Special))                                         | クリス・マーティン ガイ・ベリーマン ジョニー・バックランド ウィル・チャンピオン                        | リック・シンプソン ビル・ラフコ                    | 4:36  |
| 3.        | 「エイリアンズ」(ALIENS)                                                                                  | クリス・マーティン ガイ・ベリーマン ジョニー・バックランド ウィル・チャンピオン ブライアン・イーノ     | リック・シンプソン ブライアン・イーノ Markus Dravs | 4:42  |
| 4.        | 「サムシング・ジャスト・ライク・ディス (トーキョー・リミックス)」(Something Just Like This (Tokyo Remix)) | クリス・マーティン ガイ・ベリーマン ジョニー・バックランド ウィル・チャンピオン アンドリュー・タガード | ザ・チェインスモーカーズ                           | 4:34  |
| 5.        | 「ヒプノタイズド」(Hypnotised)                                                                            | クリス・マーティン ガイ・ベリーマン ジョニー・バックランド ウィル・チャンピオン                        | リック・シンプソン                                 | 6:31  |
| 合計時間: | 合計時間:                                                                                                 | 合計時間:                                                                                              | 合計時間:                                          | 24:57 |

## パーソネル
- クリス・マーティン - リード・ボーカル、ピアノ、アコースティック・ギター（「ミラクルズ (サムワン・スペシャル)」「エイリアンズ」「ヒプノタイズド」）
- ジョニー・バックランド - エレクトリック・ギター
- ガイ・ベリーマン - ベース、キーボード
- ウィル・チャンピオン - ドラムス、パーカッション、バッキング・ボーカル

## チャート成績
| チャート (2017年)                      | 最高位 |
| -------------------------------------- | ------ |
| Australian Singles (ARIA)              | 56     |
| オーストリア (Ö3 Austria)              | 11     |
| カナダ (Billboard)                     | 10     |
| チェコ (ČNS IFPI)                      | 8      |
| デンマーク (Hitlisten)                 | 12     |
| フランス (SNEP)                        | 2      |
| ドイツ (Offizielle Top 100)            | 9      |
| ハンガリー (MAHASZ)                    | 31     |
| アイルランド (IRMA)                    | 4      |
| Italian Albums (FIMI)                  | 1      |
| Japanese International Albums (Oricon) | 1      |
| Mexican Albums (AMPROFON)              | 5      |
| ニュージーランド (RMNZ)                | 12     |
| ノルウェー (VG-lista)                  | 37     |
| ポルトガル (AFP)                       | 7      |
| Spanish Albums (PROMUSICAE)            | 2      |
| スウェーデン (Sverigetopplistan)       | 8      |
| スイス (Schweizer Hitparade)           | 3      |
| US Billboard 200                       | 15     |
| US Top Alternative Albums (Billboard)  | 2      |
| US Top Rock Albums (Billboard)         | 2      |

| チャート（2017年）          | 順位 |
| --------------------------- | ---- |
| French Albums (SNEP)        | 186  |
| Italian Albums (FIMI)       | 43   |
| Spanish Albums (PROMUSICAE) | 67   |
| US Rock Albums (Billboard)  | 40   |

備考
1. ↑  オーストラリアレコード産業協会の規定で、収録曲数が5曲以下の作品はシングルとして扱われる。

 B. イギリスの音楽チャートの規定により、EP作品は全英アルバムチャートから除外されている。

## 認定
| 国/地域                  | 認定 | 認定/売上数 |
| ------------------------ | ---- | ----------- |
| イタリア (FIMI)          | Gold | 29,111*     |
| イギリス (BPI)           | N/A  | 46,510      |
| * 認定のみに基づく売上数 |      |             |